# 508
508 (DVIII) fue un año bisiesto comenzado en martes del calendario juliano, en vigor en aquella fecha.
En el Imperio romano, el año fue nombrado el del consulado de Venancio y Céler, o menos comúnmente, como el 1261 Ab urbe condita, adquiriendo su denominación como 508 al establecerse el anno Domini por el 525.

## Acontecimientos
- Clodoveo I establece París (Lutetia), como su capital.
- Teodorico el Grande, rey de Italia, envía un ejército ostrogodo al mando del general Ibba para defender la herencia de su nieto el rey visigodo Amalarico. Ibba recupera de manos de los francos Narbona y Carcasona, donde se halla el tesoro real visigodo, incautándoselo. Francos y borgoñones sitian Arlés.